# Erdbeben von Haiyuan 1920

Lage des Epizentrums des Erdbebens von Haiyuan 1920

Das Erdbeben von Haiyuan 1920 (chinesisch 海源大地震, Pinyin Hǎiyuán dà dìzhèn) oder Erdbeben von Gansu 1920 ereignete sich am 16. Dezember 1920 im Kreis Haiyuan in der chinesischen Provinz Ningxia. Dabei starben mehr als 200.000 Menschen. Im Hinblick auf die Opferzahlen liegt es damit auf dem siebten Rang weltweit. Das Epizentrum lag bei 36° 30′ N, 105° 42′ O.
Das Erdbeben wird auch Erdbeben von Gansu genannt, da Ningxia und damit auch Haiyuan damals noch Teil der Provinz Gansu waren. Es ereignete sich um 20:06:53 Uhr Ortszeit mit einer Stärke von 7,8 auf der Richterskala. Noch drei Jahre lang wurden Nachbeben gemeldet. Im Zentrum des Bebens im Bereich Lijunbu-Haiyuan-Ganyanchi herrschte totale Zerstörung (Maximalintensität XII auf der Mercalli-Skala). 
Es gab 73.000 Tote alleine im Kreis Haiyuan und 30.000 im Kreis Guyuan. Der Ort Sujiahe im Kreis Xiji wurde von einem Erdrutsch begraben. Fast alle Häuser wurden zerstört in Longde und Huining, größere Schäden traten auch in Lanzhou, Taiyuan, Xi’an, Xining und Yinchuan auf. Von Lijunbu über Ganyanchi bis Jingtai war eine fast 200 km lange Zone von Oberflächenverwerfungen zu beobachten, zahlreiche Erdrutsche wurden gemeldet, Flüsse wurden aufgestaut oder änderten ihren Lauf, und im Bereich des Bebenzentrums traten gehäuft Spalten auf. Das Beben war fühlbar vom Gelben Meer im Osten bis nach Qinghai im Westen und von der Inneren Mongolei im Norden bis nach Sichuan im Süden. In einigen Seen und Fjorden in Norwegen wurden Seiches beobachtet, die mit diesem Beben in Zusammenhang gebracht werden.